# Insun
Insun, även känd som änkedrottning Uiseong, född 1532, död 1575, var en koreansk drottning och regent. Hon var gift med kung Myeongjong, och regent för sin (adoptiv)son kung Seonjo  1567–1568.